# Austrolimnophila lewisiana
Austrolimnophila lewisiana là một loài ruồi trong họ Limoniidae. Chúng phân bố ở miền Australasia.